# 愛拉與穴熊族
《愛拉與穴熊族》（英語：The Clan of the Cave Bear）是美國作家珍·奧爾（Jean M. Auel） 於1980年出版的歷史小說，《石器時代傳奇》叢書的第一部。
在舊石器時代晚期，尼安德塔人與克羅瑪儂人（最初的現代智人）同時生存於歐洲，作者由此假想兩種人種彼此接觸的過程。故事敘述一個五歲的克羅瑪儂人女孩愛拉，因為地震災害失去親人，而被一個穴熊族部落（尼安德塔人）收養。愛拉身為「異族」而備受歧視，但她仍然在困境中努力成長。
本書對於石器時代原始部落的採集狩獵生活、以及宗教巫術儀式，皆有獨到而細膩的描寫，唯作者是基於寫作當時的人類學知識來設想，未必與晚近的考古新發現相符。

## 外部連結
誠品書局石器時代傳奇愛拉與穴熊族 （页面存档备份，存于）